# Марек Юрек
Марек Юрек  (пол. Marek Jurek; 28 червня 1960, Ґожув-Велькопольський, Любуське воєводство, Польща) — польський політик, історик, журналіст. З жовтня 2005 по квітень 2007 року — маршал Сейму Польщі, а також депутат Європейського парламенту з 2014 року. До 2007 року був членом партії «Право і справедливість», а з 2007 року і дотепер — партії «Праві республіки».

## Біографія
Марек Юрек народився 28 червня 1960 року в місті Ґожув-Велькопольський, що розташоване в Любуському воєводстві. Навчався в місцевій середній школі імені Тадеуша Костюшко. Вступив на історичний факультет Университета імені Адамі Міцкевича в Познані. Темою його магістерської дисертації була — «Націоналізм і тоталітаризм. Порівняння Національної партії та Національного радикального руху» (пол. Nacjonalizm i totalizm. Porównanie programów Stronnictwa Narodowego i Ruchu Narodowo-Radykalnego).
З 1978 року став активістом польського опозиційного руху. В 1979 році став співзасновником руху «Молода Польща» та членом Національної асоціації незалежних студентів, яку залишив у 1981 році. У 80-х роках працював у редакціях «Політики польської» та ємігрантської періодики — «Ознаки часу». В період з 1989 по 1993 рік, а також з 2001 року був обраним на посаду депутата Сейму Польщі. В період з 1991—1993 та 2004—2005 року обіймав посаду заступника Голови Комітету із зовнішніх відносин Сейму. В 1995—2001 році Юрек був членом Національної ради з радіомовлення, де протягом 1995 року головував. Обіймав посаду Маршала Сейму Польщі з 2005 по 2007 рік. У 2001 році вступив до партії «Право і справедливість», в якій пробув до 2007 року, після чого перейшов до — «Праві республіки».
У 2012 році Марек Юрек від імені партії «Праві республіки» підписав угоду про співпрацю з партією «Право і справедливість» та був включений до її списків. Під час виборчої кампанії до Європейського парламенту він отримав більше, ніж шістдесят тисяч голосів виборців в одному з районів Варшави. З липня 2014 року Юрек є депутатом Європейського парламенту.

### Політичні погляди
Марек Юрек займає виключно категоричну позицію щодо програми планування сім'ї, евтаназії, абортів (без медичної необхідності), запліднення «in vitro», легалізації гомосексуальних відносин, застосування напротехнології (новітнього методу лікування безпліддя).

## Нагороди
- Орден Відродження Польщі (Командорський хрест, 3-й клас) 2009 рік;
- Медаль Пам'яті 13 січня (державна нагорода Литовської Республіки, 2006 рік)[10]

## Публікації
- Jurek Marek. Dysydent w państwie POPiS. Dębogóra: 2008. ISBN 9788361374695
- Marek Jurek. Reakcja jest objawem życia: kroniki radiowe, 1999—2000. Christianitas (Poznań, Poland) 2008. ISBN 8388482459
- Full circle: a homecoming to free Poland. New York: Simon & Schuster 1997. ISBN 0-684-81102-2